# Umba (città)
Umba è una cittadina della Russia europea settentrionale, situata nella oblast' di Murmansk; appartiene amministrativamente al rajon Terskij, del quale è il capoluogo amministrativo.
Sorge nella parte meridionale della oblast', a breve distanza dalla foce del fiume omonimo nel golfo di Kandalakša, 127 chilometri a sudest di Kandalakša.